# Liga Nacional de Nueva Zelanda 1987
La Liga Nacional de Nueva Zelanda 1987 fue la decimoctava edición de la antigua primera división del país. El número de equipos se aumentó a 14, además de ser la primera edición auspiciada por Air New Zealand. El Christchurch United obtuvo su cuarto título en el torneo, mientras que el Dunedin City renunció a la liga debido a los altos costos de los viajes.

## Ascensos y descensos
| Pos | de la Liga Nacional |
| --- | ------------------- |
| 9º  | Auckland University |

| Pos | de la Northern League |
| --- | --------------------- |
| 1º  | Mount Maunganui       |

| Pos | de la Central League |
| --- | -------------------- |
| 1º  | Napier City Rovers   |
| 2º  | Hutt Valley United   |

## Equipos participantes
| Equipo                      | Ciudad           | Liga            |
| --------------------------- | ---------------- | --------------- |
| University-Mount Wellington | Auckland         | Northern League |
| Papatoetoe AFC              | Auckland         | Northern League |
| Manurewa AFC                | Auckland         | Northern League |
| North Shore United          | Auckland         | Northern League |
| Mount Maunganui             | Tauranga         | Northern League |
| Miramar Rangers             | Wellington       | Central League  |
| Gisborne City               | Gisborne         | Central League  |
| Napier City Rovers          | Napier           | Central League  |
| Wellington United           | Wellington       | Central League  |
| Manawatu United             | Palmerston North | Central League  |
| Hutt Valley United          | Upper Hutt       | Central League  |
| Christchurch United         | Christchurch     | Southern League |
| Dunedin City                | Dunedin          | Southern League |
| Nelson United               | Nelson           | Southern League |

## Clasificación
| Pos | Equipo                      | PJ | G  | E | P  | GF | GC | Dif | Pts |
| --- | --------------------------- | -- | -- | - | -- | -- | -- | --- | --- |
| 1   | Christchurch United         | 26 | 18 | 4 | 4  | 60 | 24 | 36  | 58  |
| 2   | Gisborne City               | 26 | 14 | 9 | 3  | 52 | 31 | 21  | 51  |
| 3   | Wellington United           | 26 | 15 | 5 | 6  | 52 | 35 | 17  | 50  |
| 4   | Mount Maunganui             | 26 | 14 | 4 | 8  | 35 | 28 | 7   | 46  |
| 5   | Papatoetoe                  | 26 | 12 | 6 | 8  | 53 | 33 | 20  | 42  |
| 6   | Napier City Rovers          | 26 | 11 | 7 | 8  | 41 | 39 | 2   | 40  |
| 7   | North Shore United          | 26 | 10 | 9 | 7  | 41 | 28 | 13  | 39  |
| 8   | University-Mount Wellington | 26 | 15 | 5 | 6  | 52 | 35 | 17  | 39  |
| 9   | Hutt Valley United          | 26 | 9  | 3 | 14 | 36 | 52 | -16 | 30  |
| 10  | Manurewa                    | 26 | 7  | 6 | 13 | 33 | 44 | -11 | 27  |
| 11  | Nelson United               | 26 | 6  | 4 | 16 | 28 | 51 | -23 | 22  |
| 12  | Dunedin City                | 26 | 6  | 4 | 16 | 32 | 61 | -29 | 22  |
| 13  | Manawatu United             | 26 | 4  | 9 | 13 | 30 | 50 | -20 | 21  |
| 14  | Miramar Rangers             | 26 | 6  | 2 | 18 | 43 | 68 | -25 | 20  |

J: partidos jugados; G: partidos ganados; E: partidos empatados; P: partidos perdidos; GF: goles a favor;
 GC: goles en contra; DG: diferencia de goles; Pts: puntos
|  | Desafiliación para la próxima temporada |

| Bandera de Nueva Zelanda              |
| Campeón Christchurch United 4º título |